# インチアップ
インチアップ (inch up) とは、自動車に装着された車輪（タイヤ+ホイール）の外径を変えずにホイールのリム径をより大きなものに交換することである。
この項目では、外径を変えずにリム径を小さくするインチダウンと、ロードホイール全体の大径化・小径化についても記述する。

## 概要
インチアップの本来の目的は、より大型のブレーキを搭載するための空間確保である。自動車の高性能化とともにブレーキへの要求も高まったが、特にスポーツタイプの車両にとってブレーキの性能向上は必須であったため、インチアップによってブレーキを大型化することとなった。ボディー、サスペンションとの兼ね合いもあり、タイヤの外径まで大きくはできないため、装着できるタイヤは元よりも偏平率の低い（より平らな）ものとなる。
とはいえ、この本来の目的とは別に流行しているのが実態である。
- ドレスアップ（大径ホイールの装着）が目的
- ハンドリング向上が目的
- タイヤの幅を広くすることが目的（見た目、グリップ力増大）
- ノーマルサイズのほうがむしろ特殊で、逆に｢インチアップしたほうがタイヤの入手性向上やブランド選択肢の増加、価格低減が狙える｣場合[4]

これらが現在の主流であるが、ブレーキの大径化を伴わないインチアップは利点だけでは無く、欠点も存在する。
なお、インチアップの一手法として、純正オプション若しくは上級グレード、フルモデルチェンジ後の同一車種、共通車台を使ったスポーツ系車種等に設定されている純正大径ホイールとタイヤをそのまま下位グレードに流用する、もしくはこれらの純正大径サイズと同一のホイールとタイヤを社外品から選定する方法もある。厳密にはエンジン出力、ブレーキ径、ショックアブソーバー減衰力、スプリングレートが上級グレードと異なる場合がほとんどのため、車両本来の性能を発揮しきれるわけではないが、純正で全く使用実績がないサイズのホイールに変更するよりはタイヤのフェンダーはみ出しや走行性能の著しい悪化などのリスクが小さい、比較的安全な手法と言える。

## 日本で普及した背景
かつては、スポーツカー、ラグジュアリーカーのオーナーなど一部の特殊なカスタマイズを指向するカーマニアが行っていた手法であった。目的は、大きなホイールを目立たせるといった、ごく他愛のないものであった。しかし、ロープロファイルタイヤの利益率はアフターマーケットビジネスの中では大きいことから、ブリヂストン、ヨコハマタイヤなどのタイヤメーカーが「大人のインチアップ」と称して堂々とアピールを開始、カー用品店などでも、高価なアルミホイールがタイヤとセットで販売できるとあって一般客にも積極的に売り込みを行い始めた。この結果、2000年代以降の日本では、ごく一般的にタイヤ交換の際の選択肢となっている。

## 極端なインチアップ
近年のショーモデルやデモカーなどでは、極端なインチアップを好む傾向がある。ホイールのデザインをよく見せるために採用されているもので、実際にそのサイズや強度のままで販売される製品は少ない。なかでもスポーツ・ユーティリティ・ビークル（SUV）はもともとのタイヤ外径と車体のホイールアーチが大きく、物理的に大きなサイズのホイールが装着可能なため、ハリアー、ムラーノ、ハマーなどのクロスオーバーSUV（CUV）やSUVを中心に、22 - 26インチのホイールを装着する例がある。また、軽自動車であっても、通常の12 - 14インチに対し、17 - 18インチなどが選択される。このようなホイールに組み合わされるタイヤの偏平率は25 - 35になる。

30、25といった超低偏平率タイヤは通常、開発が車両と一貫して行われる高性能スポーツカー専用のサイズとなっている。
このような車両になると分母となるタイヤ幅も太く取られているため、パーセンテージは低くてもそれ相応の厚み（空気量、エアボリューム）は確保される。例えば日産・GT-R（R35 Pure edition）のフロント純正サイズである｢255/40ZRF20｣の場合、タイヤの厚みは計算上102 mmであるが、これは軽自動車の主流である｢155/65R14｣（計算上100.75 mm)
やトヨタ・カローラ（E210型）の中級グレードに使用される｢205/55R16｣（計算上112.75 mm）と同等の寸法が確保されるサイズである。
一般市販車の純正サイズとして採用実績がなく、旧来規格上のみの存在だった275/25R26や165/35R18といった超偏平サイズは実際にも実用性に乏しく、日本や欧米のタイヤメーカーが新規に製品化する事はほとんどなく、ナンカンなどアジアなどのタイヤメーカーから供給されている。中にはリムガードを備えていないドレスアップ専用とも言える製品すら存在する。
ショーモデルなどに見られる極端なインチアップは、快適性はもとより、安全性や走行性能など、本来自動車に必要とされる条件をあえて無視して行われているため、デモカーに採用されたロードホイールの組み合わせをそのまま一般公道で使用することには危険が伴う。公道走行用のホイールやタイヤは、さまざまな条件の元で過酷な走行実験を重ねて装着サイズが検討され、車両側も充分な操縦安定性とクッション性を持った扁平率のタイヤを装着することを前提に設計されている。
タイヤが極端に扁平な場合、
- 路面からの衝撃を吸収できず、駐車場の車止めに車輪を乗り上げただけでホイールのリムを破損（リム打ち）したり、サイドウォールが道路のセンターラインに設けられているチャッターバーへ接触してバーストに至る危険がある。また、それを避けるための蛇行運転や急ブレーキが増える。
- 推奨サイズより細いタイヤを使用した場合、リム落ちしやすい。それを防ぐために過剰な空気圧をかければ、リム割れを生ずることがある。
  - タイヤの大径化はてこの原理で加速性能と制動性能が低下し、駆動系やブレーキシステムへの負担も増す。
  - 太いタイヤとホイールを装着した場合、ハブベアリングや操舵系の負荷も増大する。
  - 偏摩耗、過熱などの異常現象、乗り心地の悪化、ボディやサスペンションへのダメージも増加する。

## タイヤサイズ変更の基本
1. 元のタイヤと外径が同じ、または近いものをカタログのサイズ表から探し、候補を見つける。外径差で±2 % - 3 %程度までは許容範囲とされているが、車検で決められているスピードメーターの許容誤差を超えない注意が必要である。
2. 元のタイヤの耐荷重性能を、タイヤサイズに示されている「ロードインデックス」から調べる。日本製のタイヤはJATMA規格、ヨーロッパ製のタイヤはETRTO規格の耐荷重性能表を参照する。ただし、耐荷重性能強化タイプ（サイズ表記にXLなどの表示あり）については別規格となる。候補のタイヤの中で、元のタイヤの耐荷重性能を満たすものを割り出す。最終的にここで調べた空気圧が、新しいタイヤの空気圧となる。
3. 太いタイヤを選ぶ場合は、ブレーキホース、サスペンション、（横置きエンジンの）トランスアクスル、車体に干渉しない事に注意が必要である。
4. ホイールのサイズは、タイヤの内径からリム径を、タイヤの許容リム幅の中からホイールリム幅を選ぶ。リム幅は特に目的がなければ標準リム幅を選ぶ。標準リム幅より狭いものは乗り心地が良くなり、広いものはハンドリングがシャープになるという特徴がある。ただし、許容リム幅の範囲を超えては選べない。（リム幅とタイヤの関係の項参照）

※ ホイールが先に決まっている場合などは順序が異なるが、ホイール選びは基本的にタイヤとセットで実施する。また、ホイールにはインセット/アウトセットの問題などもある。

## インチアップによる利点
- 操作に対する応答性の向上（シビアになるため欠点でもある）[7][8]
- （平坦・滑らかな路面に限り）旋回性能、制動性能などの向上[9]

## インチアップによる欠点
- 車体への衝撃負荷の増加（車体寿命、特に足回りの寿命が低下する）
- 乗り心地の悪化[7][8]
- 車内へ伝わる走行音などの増大
- 路面追従性の悪化（荒れた一般道では旋回性能、制動性能などが低下する）
- 直進性の悪化（わだちにハンドルを取られやすくなる）
- （タイヤが太くなった場合）耐ハイドロプレーニング性能の低下
- バネ下重量の増加（ホイール・タイヤの合計重量の増加）
- ランニングコストの増大（タイヤは低偏平であるほど、ホイールは径が大きくなるほど高価）
- 車高を下げないとトータルファッションが難しくなる。

## リム幅
インチアップとは、あくまでもタイヤ内径（インチ）を上げる事であり、タイヤを太くするという意味はない。「インチアップ」と「幅広タイヤ」は全く別の事柄であり、以下、太くならないインチアップの例を示す。
[タイヤ幅225の例]（ミシュラン/パイロットプレセダPP2より一部）
- 225/50 ZR16 92W 外径632 mm → 225/45 ZR17 91W 外径634 mm
- 225/45 ZR17 91W 外径634 mm → 225/40 ZR18 92W XL 外径637 mm

ただし、市場では以下のような理由から太いタイヤが用意されることが多い。
- 技術上の理由：インチアップによりタイヤの空気量（エアボリューム）が減少する分、幅広くして、これまでと同等の空気量を確保する（＝同等の荷重に耐える）ため。
- 商売上の理由：より太いタイヤおよびホイールの需要があり、同時に、より高価な品を勧めたいという売り手側の思惑と一致するため。

## 干渉と計算方法
タイヤおよびホイールを太くする、またオフセットの変更を伴う場合、タイヤ・ホイールの内側・外側の端の位置が移動する。その結果、　　
1. 内側：サスペンションや車体との干渉
2. 外側：車体からのはみ出し

といった問題が起きる場合もある。リム幅およびタイヤ幅、オフセットを中心に、以下計算方法の一例。
- 変更前・・・「ホイール＝15×6.0 J +45／タイヤ＝195/55 R15」
- 変更後・・・「ホイール＝17×7.0 J +37／タイヤ＝205/40 R17」

このサイズ変更にて、タイヤ195/55 R15 85V の断面幅が201 mm、標準リム幅が6.0 inch である事（ミシュラン Pilot Preceda PP2 のカタログデータ）から、タイヤ幅の変化は無く
```
201÷2＝100.5 mm
100.5＋45＝145.5 mm、内側
100.5－45＝55.5 mm、外側
```

となる。つまり基準となる位置は、ホイール取り付け面から見て、内側は145.5 mm の距離、外側は55.5 mm の距離となる。
同じくカタログデータから、タイヤ205/40 ZR17 84W XL の断面幅が212 mm であり、標準リム幅が7.5 inch である事から、用いるホイールのリム幅が0.5 inch 狭くなる分を考慮し、タイヤ幅を5 mm 減の207 mm と修正。
```
207÷2＝103.5 mm
103.5＋37＝140.5 mm、内側
103.5－37＝66.5 mm、外側
```

よって最初の基準位置に対し、内側は5 mm 外へ、外側も11 mm 外へ出る。車体内側の干渉はなし。（URL参照）
http://kura2.photozou.jp/bin/photo/179053069/org.v1370161993.bin
ここでの注意点は二つ。
一つ目は選ぶタイヤごとにカタログデータを見ること。サイズ表記が同じでも、銘柄が違えば寸法データは多少違う場合がある。
二つ目はホイールだけを見て計算した場合とは、計算結果が異なる点である。ホイールだけを見ると、広がったリム幅に対してインセットの変化が少なく、ホイール内側フランジ部はより内へと移動、外側フランジ部はより外へと移動する。今回のケースは、内側干渉の心配があるように誤解しやすいパターン。しかし、この場合ホイールよりタイヤが太いため、図のように実は内側干渉の心配はむしろ低減している。

（以下のようなホイールだけの計算では、「内側クリアランスが4.7 mm 減る」といった誤解をしやすい。）
変更前。リム幅が6.0 inch（1.0 inchは25.4 mm)、フランジ形状がJ（フランジ部の幅13 mm）より、
```
(6×25.4)＋(2×13)＝178.4 mm
178.4÷2＝89.2 mm
89.2＋45＝134.2 mm、内側
89.2－45＝44.2 mm、外側
```

変更後。リム幅が7.0 inch、フランジ形状がJ より、
```
(7×25.4)＋(2×13)＝203.8 mm
203.8÷2＝101.9 mm
101.9＋37＝138.9 mm、内側
101.9－37＝64.9 mm、外側
```

## タイヤ自体の大径化
オフロードを走行する大型4WD車などでは、斜面への対地障害角の改善や最低地上高の確保などの目的でタイヤ自体を大径化する場合がある。ハイフローテーションタイヤでは、サイズ表記にタイヤの直径が含まれることが多い。そのため、直径30インチの30×9.50R15を、32インチの32×11.50R15にすることを、「インチアップ」と表現するが、この場合は、ホイール直径の変更を伴っていない。混用を避けるために、「タイヤのインチアップ」と限定的に表現することもある。
タイヤ自体が大径化されるとスピードメーターの表示は実際の走行速度とずれてしまうため、日本の車検制度上はこの状態では不適合となるため、オフロード走行の際にのみ限定的に用いるか、スピードメーターのギア比を適切なものに変更するなどの手法をとっている。また多くの場合、タイヤが車体やフェンダーに干渉してしまうため、サスペンションスプリングでのリフトアップ（車高上昇）やボディーリフトが併う。

## インチダウン
インチダウン (inch down) とは、インチアップとは逆に自動車に装着しているホイールのリム径をより小さなものに交換することである。タイヤの偏平率をより高めることで、路面追従性能及び乗り心地の改善、維持費の低減などを目的にこのような手法が用いられる。
中古車として購入した車両に装備されている社外大径ホイールを純正ホイール若しくは純正相当サイズのホイールに戻すことが一般的に最も多い事例であるが、下記のようなさまざまな理由によってインチダウンが行われることもある。
- その車種の下位グレードに設定されている小径ホイールにあえて交換してさらなる乗り心地改善を図る。特にショーファードリブンカーやハイヤー、リムジン、ブライダルカーなど、その車両に搭乗する顧客の快適性を極限まで追求する場合に行われる。
- 目的に応じたタイヤ・ホイールが現在のサイズでは確保できない場合や高額である場合。
  - 近年、新車時のメーカー純正サイズ自体、ユーザーの嗜好に追随する形で（本来なら車体に合っていない）オーバースペックなサイズ設定で販売されている車種(もしくはグレード)が増えている（コストとの兼ね合い等からブレーキサイズは小径のままの場合が大半を占める）。そのため、適切なサイズにインチダウンすることにより、居住性の向上だけに限らず、運動性能の改善、維持費の低減など、本来の性能を求めることが可能。[10]
  - 特に寒冷地ではスタッドレスタイヤにはきかえて使用することが常識的であるため、ノーマルタイヤとは別に1セットタイヤとホイールを購入するのが一般的である。その際に、特に上位グレード車種の場合、下位グレードのサイズのスタッドレスタイヤ、アルミホイールを購入し冬期の維持費を下げることが一般的に行われている。
  - オフロード車やラリーカーなどにおいて、現在所有するホイールサイズでは目的の用途に適したパターンのノビータイヤ、ラリータイヤが入手できない場合や、ビードロックなどの特別な機能性を有したホイールが現在装着している物よりも小さなサイズしか選択できない場合、やむを得ずホイールの小径化を選択する場合がある。
- 車高低下（ローダウン）を極限まで追及した結果、ホイールと共にタイヤも小径化する事例。アメリカ車のチューニング手法であるローライダーが代表例であるが、タイヤ自体の小径化と同様にスピードメーターの表示は実際の走行速度と大きく変化することになるため、日本の車検制度上はこの状態では車検不適合となる（メーター補正などを行えば別）。オートバイのサイドカーにおいても、車体の低重心化による走行性能の改善を図る目的で側車、単車(本車)双方の小径化が行われる事がある。

いずれの事例においても、インチダウンの場合にはタイヤ外径の選定のみならず、その車両に装備されているブレーキローターやブレーキキャリパーなどの外径によって最小ホイールサイズに大きな制約を受けることが、インチアップとの最大の相違点である。場合によってはブレーキローターやキャリパーを下位グレードの物と丸ごと交換してホイールとのクリアランスを確保することも行われる。

## リム幅とタイヤの関係
タイヤには、それぞれのサイズに対して適用リム幅の範囲が決められている。一部のマニアの間では「引っ張り」と称して、この適用範囲を超える幅広リムを無理に装着することがある。展示用の車両などにもこの手法が使われることは珍しくない。 
しかしこれはタイヤの機能を著しく阻害し、且つ一般公道では事故に直結する不安要素だと言える。ビード部を押し付けるために過剰な空気圧での使用を余儀なくされるが、逆に適正空気圧ではビード部がずれて、最悪は外れてしまう。